# 瓦爾德湖 (倫茨堡-埃肯弗德縣)
54°12′35″N 9°53′06″E / 54.20986°N 9.884934°E

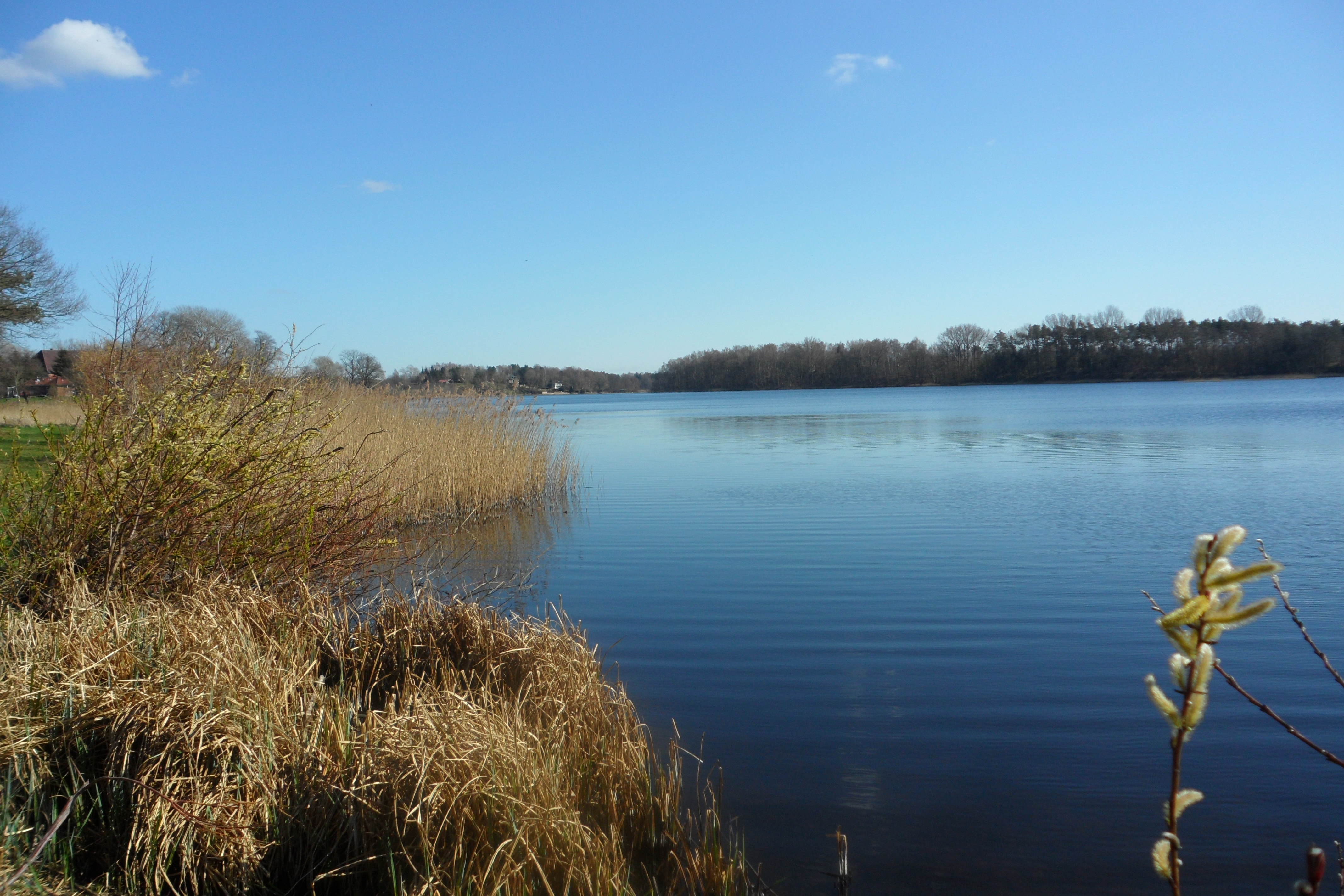

瓦爾德湖（德語：Wardersee），是德國的湖泊，位於該國北部石勒蘇益格-荷爾斯泰因州，由倫茨堡-埃肯弗德縣負責管轄，面積0.55平方公里，平均水深3.9米，最大水深9.2米，水體容量215萬立方米，湖岸線長度5公里。